# Petit Vampire (film)
Pour les bandes dessinées originales, voir Petit Vampire. Pour la série animée, voir Petit Vampire (série télévisée).
Pour le film de Uli Edel, voir Le Petit Vampire (film).
Pour plus de détails, voir Fiche technique et Distribution.
Petit Vampire est un film d'animation français réalisé par Joann Sfar, sorti en 2020. Il s'agit d'une adaptation cinématographique de ses bandes dessinées éponymes. Le film reçoit le Prix à la Diffusion de la Fondation Gan pour le Cinéma au Festival international du film d'animation d'Annecy 2017.

## Synopsis
Pandora une jeune et belle femme et son fils cherchent à échapper à un prince amoureux de Pandora qui, furieux de voir qu'elle avait déjà un enfant, cherche à les livrer au Dieu du Néant, un gigantesque monstre gluant. Au moment où tout semble perdu pour Pandora et son fils, un pirate squelette, le Capitaine des morts vole à leur secours car Pandora promettait de donner sa vie à celui qui sauverait son enfant. Une fois à bord du bateau du Capitaine dont la sirène qui tient lieu de figure de proue nommée Boisdormante parle et peuplé de monstres de toutes sortes, Pandora et son fils se transforment en vampires et deviennent des morts-vivants qui ne vieilliront jamais, mais le Dieu du Néant, furieux de ne pas avoir eu sa chair fraîche à manger, dévore les soldats du prince qui le supplie de l'épargner ce qu'il accepte et, après l'avoir avalé, le transforme en un être ayant une tête de lune baptisé le Gibbous et lui permet de chercher à se venger de Pandora et du Capitaine des morts.
Le Gibbous étant capable de tuer les morts-vivants, le Capitaine des morts n'a d'autre choix que fuir avec Pandora et son fils qui a pris le nom de « Petit Vampire » à travers le monde et les différentes époques au cours desquelles, ils rencontrent les monstres Marguerite (une créature inspirée du monstre de Frankenstein), Claude (un crocodile radioactif), Fantomate (un chien-tomate) et Ophtalmo (un monstre inventeur) qui se joignent à eux, avant de finir par se cacher dans un manoir sur une petite colline en ville où le Capitaine crée un dôme les rendant invisibles aux yeux de tout le monde.
300 ans plus tard, Petit Vampire commence à se lasser du ciné-club où il se rend quotidiennement avec les autres monstres ainsi que de leurs disputes incessantes, il décide alors de fuguer avec Fantomate pour aller à l'école où il souhaite rencontrer des enfants de son âge. Petit Vampire fera la connaissance, par l'intermédiaire d'un cahier de mathématiques, de Michel un orphelin qui vit chez ses grands-parents et qui croit aux monstres. Petit Vampire se met à lui faire ses devoirs sans aucune faute et correspond avec lui qui finit par avoir envie de le rencontrer. Il se rend alors chez Michel sans s'apercevoir qu'il a emmené avec lui un kawaï (un petit cafard vert à la solde du Gibbous) coincé dans le cahier. Une fois chez Michel, Petit Vampire le réveille et les deux garçons font connaissance, mais en rentrant, Petit Vampire et Fantomate croisent le Gibbous (dont Fantomate pensait qu'ils avaient réussi à se débarrasser) et parviennent à lui échapper in extremis. Petit Vampire se confie alors à Pandora au sujet du Gibbous en gardant toutefois le fait qu'il ait rendu visite à un humain.
Profitant d'un jeu avec Marguerite, Claude et Ophtalmo, Petit Vampire décidé d'aller chez Michel pour s'assurer de sa sécurité contre l'avis de Fantomate qui ne veut plus sortir à cause du Gibbous. Le chien décide alors d'aller tout avouer à Pandora et au Capitaine des morts ; ce dernier ordonne à Fantomate et aux monstres de ramener Michel afin de « s'assurer de son silence ». Chez Michel, Petit Vampire et lui vont dehors, où ils sont rejoints par les autres monstres que le vampire fait passer pour ses cousins. Michel est alors invité à rencontrer le Capitaine des morts qui, le trouvant sympathique, lui fait jurer avec un serment de pirate d'être un fidèle ami pour Petit Vampire et de ne jamais révéler son existence à qui que ce soit. Résultat : Michel est admis dans la famille des monstres.
Au début, Michel et les monstres s'entendent bien mais Petit Vampire est un peu déçu du fait que Michel ne soit pas un monstre. Ophtalmo propose alors de transformer Michel en monstre mais l'opération se révélant être très dangereuse, Michel s'enfuit chez lui. La nuit, il a l'horrible surprise d'être avec le Gibbous qui, sachant que Michel fréquente sa proie de longue date, lui fait du chantage : s'il ne lui révèle pas où Petit Vampire et Pandora se cachent, il tuera ses grands-parents.
Alors que Petit Vampire, Fantomate, Marguerite, Claude et Ophtalmo se disputent au sujet de Michel, ces derniers le voient sur une caméra de surveillance dans la chambre de Petit Vampire où il dépose un message du Gibbous. Fantomate l'accuse de trahir son serment et essaye de le tuer mais Michel renonce à protéger ses grands-parents et retire le message mais il tombe dans une trappe qui le mène à Petit Vampire et les monstres. Petit Vampire décide alors d'aller affronter le Gibbous pour qu'il ne puisse plus les terroriser; après avoir réveillé Boisdormante, il part avec Michel, Marguerite, Claude et Ophtalmo sur le bateau du Capitaine à la recherche de celui du Gibbous qui est amarré dans le jardin de Michel. Mais arrivés à destination, ils se font capturer : Michel et les monstres sont enfermés dans un sac tandis que Petit Vampire est amené au Gibbous.
Inquiet, Fantomate prévient Pandora et le Capitaine des morts que le Gibbous a capturé Petit Vampire, Michel et les monstres. Ces derniers suivis de l'équipage du Capitaine volent à leur rescousse, rencontrant au passage les grands-parents de Michel. Retrouvant son bateau, le Capitaine constate que le Gibbous a endormi Boisdormante. C'est alors que ce dernier arrive et kidnappe Pandora sous les yeux de Fantomate et du Capitaine.
Transformé en souris, Petit Vampire délivre ses amis avec lesquels il affronte les kawaïs du Gibbous tandis que le Capitaine et le Gibbous se livrent à un duel que Pandora, à bout de patience, finit par interrompre. Cette dernière déclare que cela ne peut continuer ainsi mais le Gibbous fond en larmes à l'idée de devoir cesser de vouloir se venger et avoue qu'il a besoin de compagnie sinon il devient méchant. Petit Vampire lui explique qu'il s'ennuyait aussi jusqu'à ce qu'il rencontre Michel et que pour se faire aimer d'une autre personne, il faut qu'elle soit d'accord et ne doit pas être forcée. Les kawaïs viennent le confirmer car ils aiment le Gibbous même s'il apprécie les écraser. Le Gibbous, convaincu, reconnaît que Pandora aime le Capitaine parce qu'il l'a sauvée mais il ignore quoi faire car les princesses endormies qu'il faut réveiller sont rares. C'est alors que Petit Vampire lui montre Boisdormante et le Gibbous finit par la réveiller; Boisdormante se libère de ses chaînes et prend la main du Gibbous qui redevient le prince. Sous le regard ému de Petit Vampire, le prince et Boisdormante décident de fuir à leur tour la mort avec amour tandis que les kawaïs décident de bâtir leur démocratie.
Le lendemain, Michel dévoile à sa maîtresse et à sa classe la supercherie de Petit Vampire et promet de se remettre à travailler, puis il part sur la plage retrouver Petit Vampire, Fantomate, Marguerite, Claude et Ophtalmo et ils se mettent à jouer sous les yeux de Pandora et du Capitaine des morts qui peuvent à présent sortir de leur manoir sans plus aucune crainte.  

## Fiche technique
- Titre : Petit Vampire
- Réalisation : Joann Sfar
- Scénario : Joann Sfar et Sandrina Jardel, d'après la bande dessinée homonyme de Joann Sfar aux éditions Delcourt et Rue de Sèvres
- Musique : Olivier Daviaud
- Montage : Benjamin Massoubre et Christophe Pinel
- Direction artistique : Antoine Delesvaux
- Son : Jon Goc, Alexis Place, Grégory Vincent, Niels Barletta, Cyril Holtz
- Production : Antoine Delesvaux, Aton Soumache, Rodolphe Buet, Thierry Pasquet, Cédric Pilot
  - André Logie, Arlette Zylberberg, Tanguy Dekeyser et Gaetan David (coproducteurs)
  - Lucie Bolze (exécutive)
  - Clément Oubrerie et Alexandra Fechner (associés)
- Création graphique : Joann Sfar's Magical Society
- Sociétés de production : Autochenille Production, Panache Productions, Studiocanal, France 3 Cinéma, Rosalie Films, Story
  - En association avec la SOFICA Cofinova 13
- Pays de production :  France
- Langue originale : français
- Durée : 81 minutes
- Dates de sortie : France : 7 octobre 2020 (festival L'Absurde Séance à Nantes) ; 21 octobre 2020 (sortie nationale)

## Distribution
- Louise Lacoste : Petit Vampire, Boisdormante
- Camille Cottin : Mme Pandora, la mère de Petit Vampire
- Alex Lutz : Le Gibbous
- Jean-Paul Rouve : Le Capitaine des morts
- Claire de La Rüe du Can : Michel
- Quentin Faure : Fantomate
- Joann Sfar : Marguerite
- Ricardo Lo Giudice : Claude, Le Dieu du néant
- Vincent Vermignon : Ophtalmo
- Katia Tchenko : Mémé
- Sava Lolov : Pépé
- Loïc Legendre : Kawaï 1
- Nicolas Lumbreras : Kawaï 2
- Mara Taquin : Daïna
- Elisa Ruschke : La maîtresse
- Alexandre Philip : L'ivrogne

Source : AlloCiné

## Accueil
Le film est sélectionné en compétition au Festival international du film d'animation d'Annecy 2020 dans la catégorie des longs métrages (sélection officielle). En raison de la pandémie de Covid-19, cette édition se déroule seulement « en ligne », mais sans diffusion publique de certains longs métrages, afin notamment de limiter les risques de piratage avant leur exploitation en salles. C'est le cas de Petit Vampire, dont seul un extrait est alors diffusé.

## Distinctions

### Sélection
- Festival international du film d'animation d'Annecy 2020 : sélection officielle, en compétition

### Nomination
- César 2021 : Meilleur long métrage d'animation[5]